# 昭伯 (衛國)
卫昭伯（？—？），姬姓，名顽，是卫宣公的幼子，庶出。急子、公子寿、卫惠公、公子黔牟的兄弟。
惠公即位，原公子及（急子）之傅左公子与公子寿之傅右公子，他们不满卫惠公害兄继位，而且早年他们两人就各树党羽，以扶保自己的学生能当上国君。而现在公子伋与公子寿先后惨死，左右公子两派势力迅速联合，共同对付卫惠公。与此同时，国人也对卫惠公也不满。卫惠公三年（前697年），左右公子发动政变，赶走了卫惠公。政变后，左右公子悯两公子惨死，于是主立公子及之弟黔牟为卫国国君，是为卫君黔牟。
卫君黔牟八年（前687年），卫惠公在齐襄公的支持下夺回了国君之位。卫惠公虽然复位，也杀掉了左右公子，但是两派的势力并没有消除。卫君黔牟也只是逃走。而且国人对卫惠公的不满并没有消除。卫惠公的地位仍然相当不稳固。
这时，卫惠公的舅舅、宣姜的弟弟齐襄公储儿出了个餿主意，他决定把卫宣公的遗孀，也就是卫惠公的母亲宣姜嫁与公子伋的另一个弟弟公子顽。他的理由很简单，说当初宣姜本来嫁的就是急子，结果被公公卫宣公扒灰，占为己有。现在卫宣公已死，宣姜与公子急的婚约仍然有效，现在急子已经去世，作为公子及的弟弟有必要替兄长完成婚约。于是齐襄公强迫昭伯娶了後母宣姜。后来宣姜又为昭伯顽生三子二女。
前661年卫懿公（卫惠公之子）被北狄杀死，当时卫昭伯已死，国人本来就讨厌卫惠公，而卫懿公又胡作非为，更是让卫国人厌恶至极。于是卫国人改立昭伯的儿子公孙申为卫戴公。一年后，卫戴公卒，齐桓公又立卫戴公的弟弟公孙毁为卫文公。
子：
- 齐子
- 卫戴公
- 卫文公

女：
- 宋桓夫人
- 许穆夫人